# 대한민국의 대기 오염

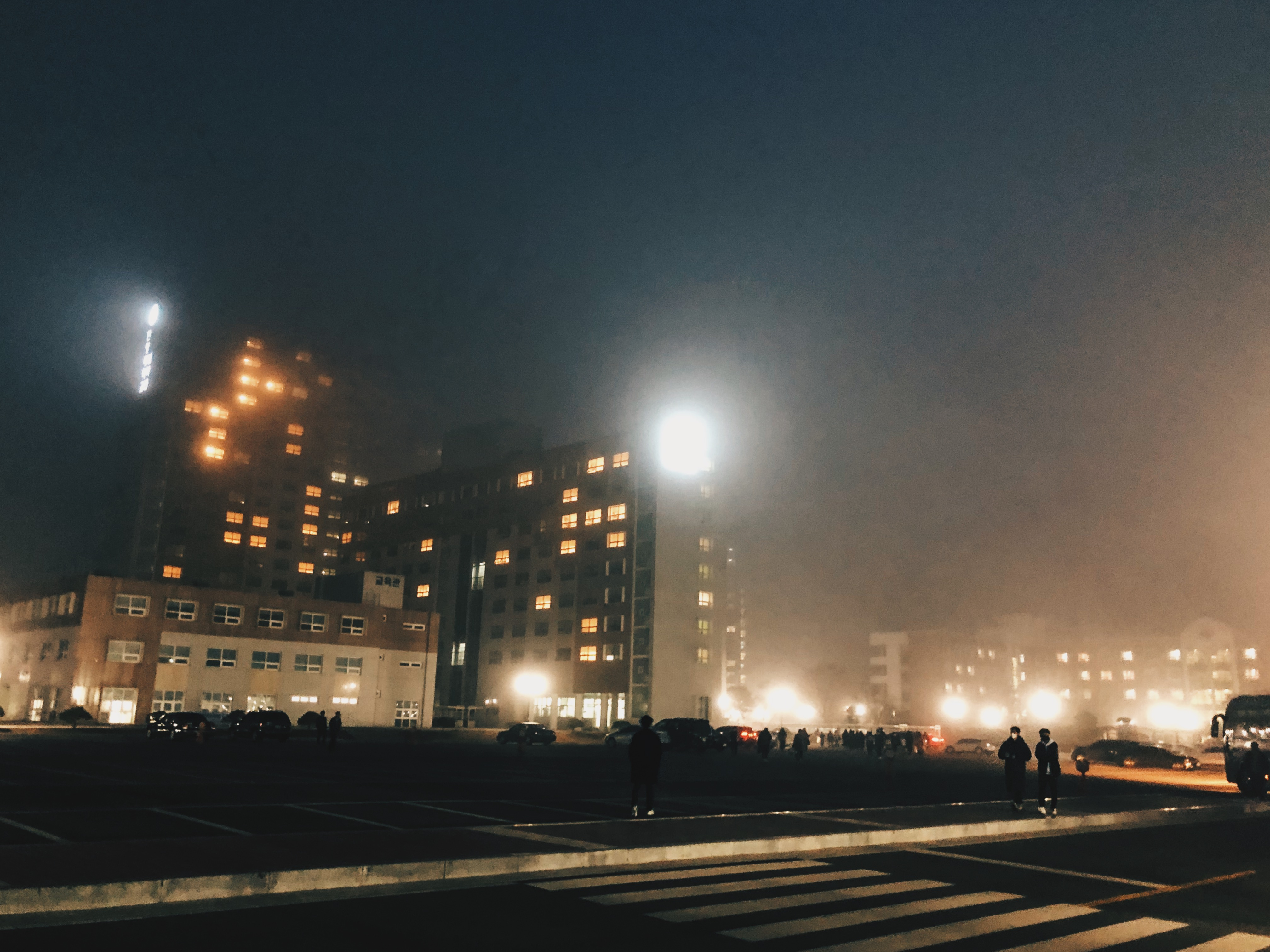
대한민국의 대기오염은 밤에 종종 볼 수 있다.

한국의 대기 오염은 사람과 환경에 점점 더 위협이 되고 있다. 대기 오염은 국내와 국제 둘 다 많은 원인에서 시작된다. 급속한 산업화 이후, 특히 서울과 다른 도시들에서 많은 형태의 오염이 증가해왔다. 미국항공우주국(NASA)에 따르면 서울은 대기오염이 가장 심한 도시 중 하나라고 한다. 2009년과 2013년 이후, 이 도시의 평균 Pm10은 로스앤젤레스, 도쿄, 파리, 런던과 같은 세계의 많은 대도시보다 높았다. 또한 수도권에서는 2010년 사망자의 약 16%가 대기질이었던 것으로 추정되고 있다. 이것은 건강과 환경 문제를 초래했다. 한국인들은 더 깨끗한 공기를 마시기 위해 마스크와 공기청정기를 구입하고, 한국의 대기오염 배출량을 줄이기 위해 노력하고 있다.

## 대한민국의 오염원인
한국의 오염은 제2차 세계 대전 이후 증가했다. 1960년, 한국은 여전히 제조업이 적은 개발도상국이었고 해외 원조에 크게 의존하고 있었다. 남한 사회는 농업 경제에서 산업 경제로 대대적인 전환을 시작했는데, 이 전환은 한국전쟁에 의해서만 가속화되었다. 전쟁의 여파로 미국은 유엔 한국 재건 기구의 후원을 통해 한국에 상당한 원조를 제공했다. 한 때 신생 산업 국가였던 한국 경제는 1980년대와 1990년대까지 매년 10%씩 성장했다. 오늘날 한국은 제조업과 수출 강국으로 2015년 현재 세계 11위의 국내 총생산국이었지만 이는 석탄화력발전과 높은 차량배출에 의해 주도되어 왔다.
이러한 급속한 성장으로 한국은 디젤 차량, 건설 장비, 냉난방, 발전소를 포함한 한국의 주요 대기 오염원인이 되었다.

### 중국
참고 항목: 중국의 대기오염
많은 한국인들은 중국의 거대한 공장과 석탄 화력발전소 오염에 의해 생산되는 황사의 확산 때문에 중국을 비난한다.중국은 평상시에는 남한에서 PM2.5의 30~50%를 발생시키지만 최악의 날에는 60~80%를 발생시킨다.
중국은 특히 추운 달에 느린 기류가 스모그와 같은 상태를 만들 때 비난을 받는다. 그러나 많은 전문가들은 한국의 석탄화력발전소와 경유에 대한 의존도가 높은 것도 문제의 주요 원인이라고 말한다. 국내 대기오염물질과 함께 중국발 미세먼지 입자가 한국 공기의 대기오염물질 농도 급상승에 기여한다. 국립환경과학원은 2016년 보고서에서 이러한 현상은 더 추운 달에 기류가 느려질수록 더 심해진다고 말했다. 추운 달에는 중국에 대한 소문과 불만이 커진다. 중국 서부 사막에서 불어오는 미세먼지 때문에 한국의 많은 사람들이 정신적 고통을 겪고 호흡기 질환의 위험에 처해 있다.
국내 미세먼지의 상당 부분은 중국 등 해외 지역에서 발생한다. 그러나 한국처럼 고도로 산업화된 사회에서는 최악의 범죄자를 정확히 집어내기가 어렵다. 연구는 일부 오염만이 중국에서 온다는 것을 보여준다.

### 화석연료 연소
현대 한국에선 화석연료 연소가 대기오염의 가장 큰 원인이다. 한국은 화석연료 자원이 거의 없고 석탄 공급량의 1%를 제외한 모든 것을 수입한다. 한국은 경제가 성장하고 에너지 자원이 필요하기 때문에 화석 에너지에 크게 의존하고 있으며, 석유는 1차 에너지 공급의 38%, 석탄은 29%, 가스는 15%를 차지하고 있다.
교통, 공장, 발전소는 모두 오염에 기여한다. 재래식 발전소는 에너지를 생산하기 위해 화석연료를 연소시키고 산화물과 질소, 일산화탄소, 미립자, 탄화수소와 같은 위험한 가스를 대기 중으로 방출한다.
도로에 차가 점점 늘어나고 있다. 한국처럼 빠르게 성장하는 경제에서, 수출입의 성장은 화석연료 연소를 증가시킬 수 있다. 특히 서울과 같은 대도시에서 증가하는 오염은 주민들에게 더 많은 문제를 일으킬 것이다.

### 아시아 황사
매년 봄, 한국, 일본과 같은 나라들의 동아시아는 거대한 먼지 폭풍의 희생자들이다. 먼지 폭풍은 중국 서부와 내몽골의 건조한 사막 지역에서 발생한다. 이 먼지 폭풍은 2,000년 전에 한국과 중국에서 처음 기록되었다. 아시아먼지스톰의 영향은 호흡기 질환, 심혈관 질환, 핀케이의 원인, 시야 방해, 상품 훼손 등이다. 그 결과 2002년에 호흡기 및 심혈관 질환 내의 사망률과 건강 문제가 증가하였다. 이 폭풍들은 또한 2002년에 155억 달러의 피해에 달하는 경제적 문제를 줬다.

### 놀라운 바람
이러한 우세한(일반적인) 바람은 서쪽에서 동쪽으로 일년 내내 30도에서 60도 사이의 중간 위도에서 발생한다. 한반도는 북위 43도에서 북위 33도 사이의 지배적인 편서 지역에 위치하고 있다. 봄철 중국과 내몽골에서 디저트로 인한 건조한 모래 폭풍이 이러한 서풍과 함께 먼 거리를 이동하며 모래 폭풍을 일으킨다.

## 결과

### 건강에 미치는 영향
대기 오염은 사람의 건강을 해칠 수 있다. 미국 질병통제예방센터(CDC)에 따르면 PM2.5의 대기오염 증가가 암, 심장질환, 폐렴, 저체중과 관련이 있다고 한다. 또한 한국인은 정신적 고통을 겪고 있으며 호흡기 질환의 위험이 있는 것으로 나타났다. 국내 연구진이 파킨슨, 심혈관 질환 및 기타 신경 질환과의 연관성을 제시했다.

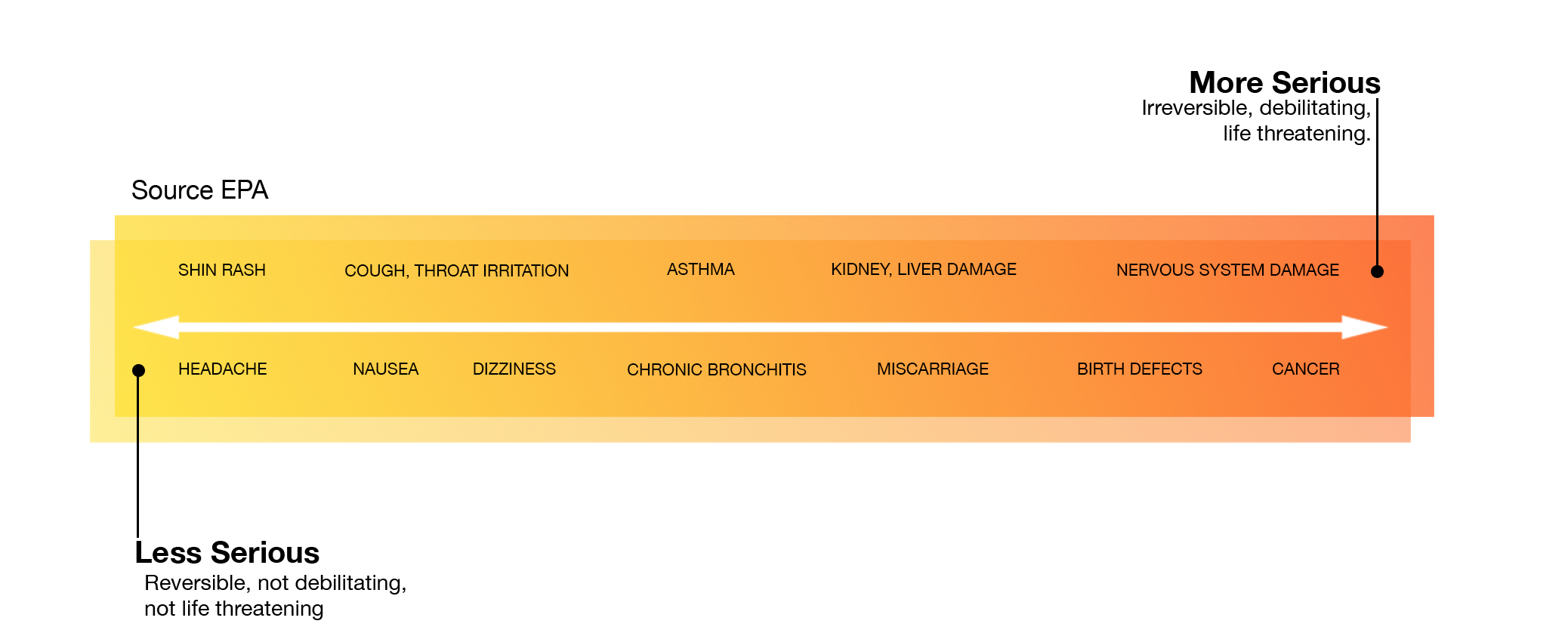
대기오염으로 인한 질병
오염은 한국에서 증가하는 질병과 사망과 연관되어 있다. 예를 들어, 아황산가스에 노출되면 만성폐질환과 호흡기 질환이 발생한다. 오존과 입자 물질에 노출되는 것은 호흡기 질환과 순환기 질환과 사망률 증가와 관련이 있다.
한국환경연구원은 이 먼지로 인해 노인이나 호흡기 질환을 앓고 있는 노인들을 포함하여 연간 165명의 한국 민간인들이 사망하고 180만 명이 아프다고 말했다.
경제협력개발기구(OECD)는 2016년 한국 민간인 100만명당 1069명이 대기오염의 직접적인 결과로 조기 사망했다고 추정했다. OECD 36개국 중 연간 인구 100만명당 사망자가 1,000명 이상인 나라는 한국이 유일하다.
경남에서는 순환기 질환의 상대적 위험이, 강원도 인근에서는 호흡기 질환이 높게 나타난다는 연구결과가 나왔다. 전반적으로 한국의 남부 지역은 호흡기 질환의 위험이 더 높은 것으로 볼 수 있다.

### 사회경제에 미치는 영향
4만4000여 명의 여성 회원을 둔 서울의 한 시위단체 '더스트아웃'은 정부가 자녀와 미래 세대를 위한 건강 상황을 진지하게 고려해 줄 것을 청원한다.
한국의 공기 질 저하는 많은 야외 스포츠에 영향을 미친다. 2017년 현재 한국에는 7,000개가 넘는 시뮬레이션 실내 골프 센터를 포함하여 가장 많은 수의 실내 스포츠 센터 중 하나가 있다. 한국에서 가장 인기 있는 스포츠 중 하나인 야구가 또 다른 예다. 한국야구위원회(KBO)는 최근 미세먼지 경보가 심각할 경우 프로야구 경기를 취소하거나 중단할 수 있도록 규정을 바꿨다.
국내 연구들은 주로 생산량 감소로 인한 대기오염으로 인한 경제적 피해를 연간 약 90억 달러로 보고 있으며, 2060년에는 두 배가 될 것으로 예측하고 있다.

### 마스크
대중적이고 경제적인 보호 방법은 오염 마스크의 사용이다. 값싼 마스크는 하루 또는 몇 주 동안 지속될 수 있다. 비싼 것은 몇 달 동안 지속될 수 있다. 따라서 오염마스크는 만들면 오염이 생기고 버릴 때는 폐기되기 때문에 친환경적인 해결책이 아니다. 또한, 장기적으로는 대부분의 한국 시민들에게 비싸다.

### 장기적 해결책
장기 해결책은 집이나 자동차용 고가의 공기청정기를 사는 것이다. 시민들은 그러한 값비싼 제품들, 특히 중산층 가정에 대한 정부 보조금을 요구하고 있다. 청와대 공식 홈페이지에 올라온 청원이다.
대기오염 지도와 스마트폰 앱, 문자메시지 알림 등을 통해 시민들에게 현재의 대기질을 알려 오염도가 높아질 때 야외활동을 피할 수 있도록 하는 것도 해결책이다.

### 정부 규제

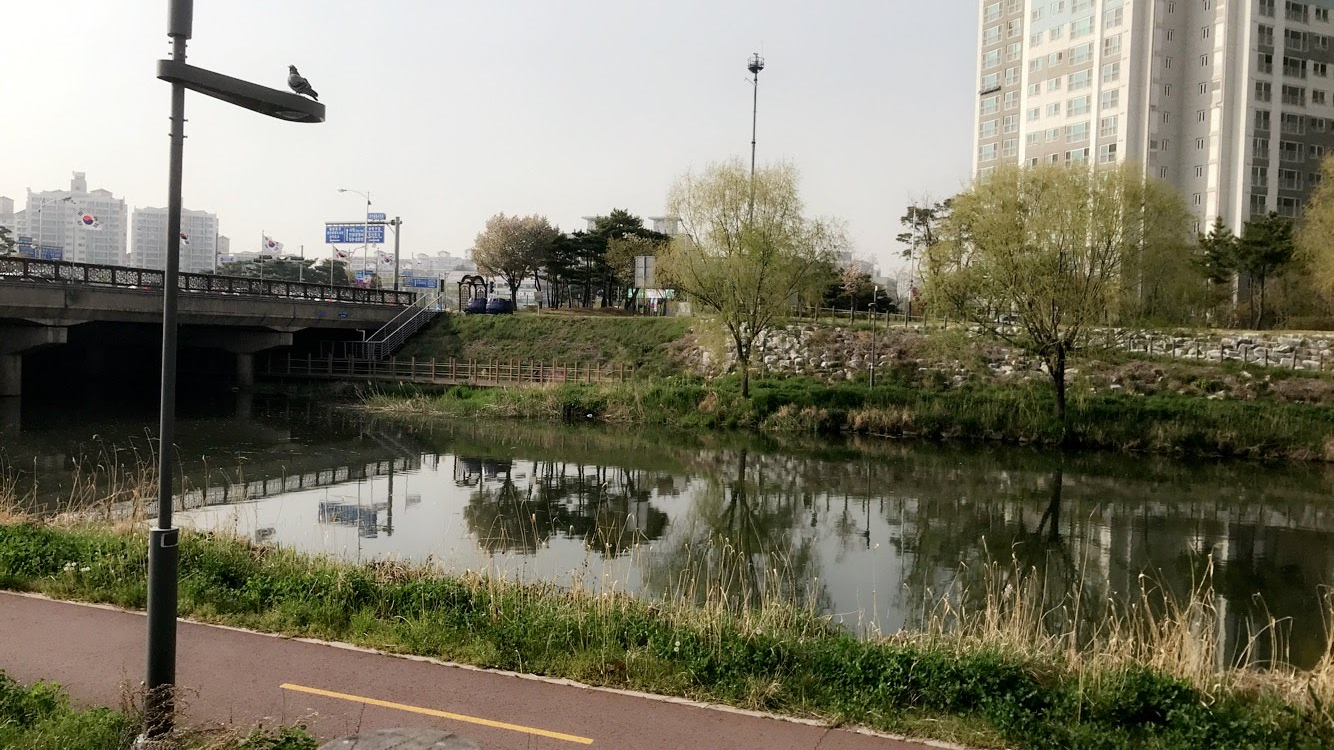
안산 5마일 고가선형 공원(경기도)

한국은 2016년 파리협정 체결 이후 공기청정에 사활을 걸고 있다. 문재인 대통령이 노후 석탄발전소 폐쇄(신설도 병행)를 공언함에 따라 2022년까지 국내 배출량을 30% 감축할 계획이다. 한국 정부는 공기청정기와 공기청정기로 구성된 공공시설과 학교에 공기청정 시스템을 제공할 계획이다. 오염이 심한 날에는, 정부는 무거운 차량과 오래된 디젤 차량을 금지한다. 2018년 서울에서 3일간 대중교통을 무료로 이용할 수 있어 높은 수준의 오염이 관찰되었다. 그 목적은 도시의 자동차 사용을 줄이는 것이었다. 하지만 큰 차이가 나지 않아 대책은 실패했다.
지방 수준에서 한국의 도시들은 많은 자전거 도로, 보행자 전용 구역, 그리고 5마일의 선형 공원을 가지고 있다. 경유버스는 천연가스 차량으로 대체되고 있으며, 배출가스 저감장치가 자동차에 제공되고 있다.
정부는 2003년 12월 수도권 대기질 개선에 관한 특별법을 시행해 수도권 대기질 개선에 나섰다. 1단계 항공관리계획은 2005년에 거의 10년(2005~2014년) 동안 실시되었다. 수도권은 서울, 인천, 경기도를 포함하는 수도권이다. 우선 오염물질은 PM10, 질소산화물, 황산화물, 휘발성 유기화합물로 선정되었다. 더 정확히 말하면, 그것의 목표는 연간 평균 PM10과 NO2 농도를 세제곱미터당 69 ug(ug/m3)에서 2014년까지 10억분의 38 ppb(ppb)에서 40 ug/m3와 22 ppb로 줄이는 것이었다.
무인기 사용은 한국 환경부가 발표한 시범 프로그램의 일부다. 서울 수도권 공장 배출량 점검이 목적이다. 공무원들은 오염물질, 미세먼지, 이산화탄소를 발생시키는 불법 소각장소를 찾아낼 계획이다. 전문가들과 시민들은 이 지역이 배출의 주요 동력으로 기록되어 있기 때문에 이 계획이 서울에 전환점이 되기를 바라고 있다.
또 다른 계획된 조치는 인공 비가 오염을 '세척'하게 하는 구름씨앗기이다. 그러나 오염은 사라지지 않고 지구로 "떨어져" 식물과 환경을 해칠 수 있다. 한국과 중국 정부는 많은 해양동물을 죽일 수 있는 인공강우를 황해에 내릴 계획이다.

## 같이 보기
- 환경운동연합